# Cozy Cole
Cozy Cole (Columbus, Ohio, 17 de octubre de 1909 - Columbus, Ohio, 29 de enero de 1981) fue un  músico de jazz estadounidense.
Tuvo sus inicios profesionales al final de la década de los veinte, con el pianista Jelly Roll Morton, y se convirtió para siempre en el Batería Cozy Cole. Posteriormente actuó con el saxofonista Benny Carter y la orquesta de Cab Calloway. En la década de los 1940 trabajó como batería de la orquesta de Benny Goodman, con el cual intervino en la película Make my Music. Por esta misma época llegó a ser el primer músico de raza negra incorporado en la orquesta de la cadena CBS en Nueva York. El 1949 se integró en la orquesta All Stars, del trompetista Louis Armstrong, con la cual hizo giras y grabaciones hasta el 1953. Después de abandonar els All Stars, formó su propio conjunto, que se disolvió en 1969; en ese mismo año se incorporó al de su amigo y colega Jonah Jones.
Posteriormente fundó en Nueva York, con el destacado batería Gene Krupa, la escuela Cole-Krupa de Percusión. Cole fue profesor de la Escuela Juilliard de Nueva York. En 1976 era mombrado artista residente y músico estudiante en la Universidad Capitol. Se le consideraba como uno de los más grandes baterías, poseedor de una técnica perfecta que le permitió mantener un equilibrio entre los aires de solista y la integración disciplinada en el conjunto.
Cozy Cole se consagró en una época en que los conjuntos y solistas de jazz eran destacadísimos; así Duke Ellington, Count Basie, Lionel Hampton, Fats Waller, Coleman Hawkins, Jonah Jones, Benny Goodman; de entre sus discos, cabe recordar: Crescendo in Drums y Paradiddle, que realizó en la orquesta de Benny Goodman; Shufflin'at the Hollywood y When Lights are Low, con la orquesta de Lionel Hampton; Topsy, el 1958, que fue la primera grabación de un solo de batería, de la cual se vendieron más de un millón de ejemplares.